# パヴェル・ギントフ
パヴェル・ギントフ（Pavel Gintov、1984年1月14日 - ）はウクライナ出身のピアニスト。

## 略歴
1984年、キエフ (現:キーウ)で生まれる。キエフ中央音楽学校を経て、チャイコフスキー記念国立モスクワ音楽院でレフ・ナウモフに師事。
若手ピアニストが対象の第5回ヴラディーミル・クライネフ青少年国際ピアノコンクールで第3位、第1回高松国際ピアノコンクール第1位（2006年）などの受賞歴がある。
2010年現在、ニューヨーク在住でマンハッタン音楽学校修士課程に在学。

## 芸風
まだ大変若いが、原則的にはアップテンポかつ爽快な音色美で聞かせるのを得意とする。ロシアン・メソッド特有の轟音や派手なタッチはあまり用いられない。

## 参考
- ロシア国立モスクワ音楽院紹介
- パヴェル・ギントフピアノリサイタル